# Willa Hestia w Sopocie

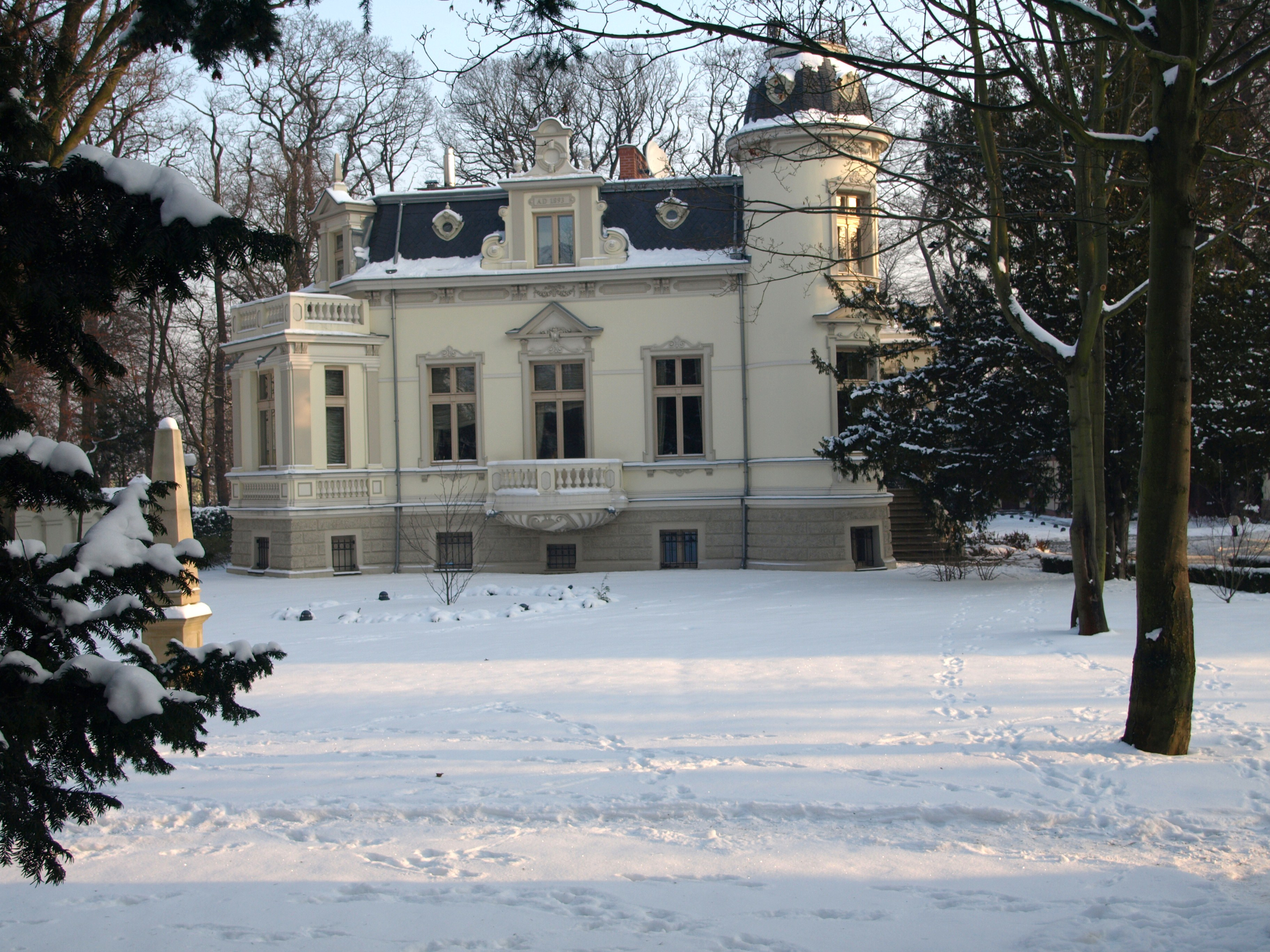
Willa "Hestia" w Sopocie zimą

Willa Hestia, nazywana też Rezydencją Johannesa Icka – jedna z kilku najbardziej charakterystycznych rezydencji położonych w Sopocie, o najbogatszym z nich wystroju, mieszcząca się przy ul. Władysława IV 3-5.
Architekt Ernst Reichenberg na zamówienie spedytora i armatora Johannesa Icka z Gdańska zaprojektował rezydencję, którą zrealizowano w 1893 przy ówczesnej Baedeckerweg, wraz z ogrodem który przez lata przeistoczył się od frontu w niewielki park.
Willa wielokrotnie zmieniała właścicieli.
- od 1905 była nią Margareta von Heyer,
- w 1909 rodzina von Kries,
- w 1916 inż. Ludwik Mrzyk,
- w 1930 baronowa Sofia von Manteuffel-Szoege,
- w 1936 syn Heinrich von Manteuffel.

Po II wojnie światowej willę zajęła Armia Czerwona, następnie władze ulokowały tutaj Klub Marynarzy i Portowców, żłobek (1947-1980) oraz Dzienny Dom Opieki Społecznej (w latach 80.). W 1993 rezydencję sprzedano towarzystwu ubezpieczeniowemu Hestia. W odrestaurowanej willi pomieszczono kameralny prestiżowy hotel wraz z restauracją zarządzaną przez Magdę Gessler. W tym okresie zajmowała czwarte miejsce na liście najlepszych restauracji w Polsce. Willa pełniła też funkcje recepcyjne dla władz sopockich. W 1997 była podejmowana w niej królowa Holandii Beatrycze, w 1999 kanclerz Gerhard Schroeder, wielokrotnie prezydent Aleksander Kwaśniewski. W Willi Hestia spotykali się też słynny Nikodem Skotarczak ps. Nikoś i Wojciech Kurowski ps. Kura. Obecnie willa nie jest udostępniana. 
W 1960 willa "zagrała" rezydencję konsula/konsulat Francji w filmie "Do widzenia, do jutra".

## Zobacz też

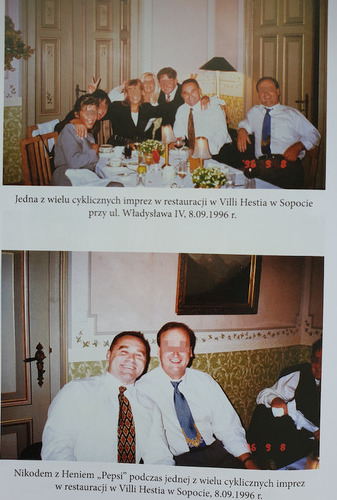